# Antonio Lago

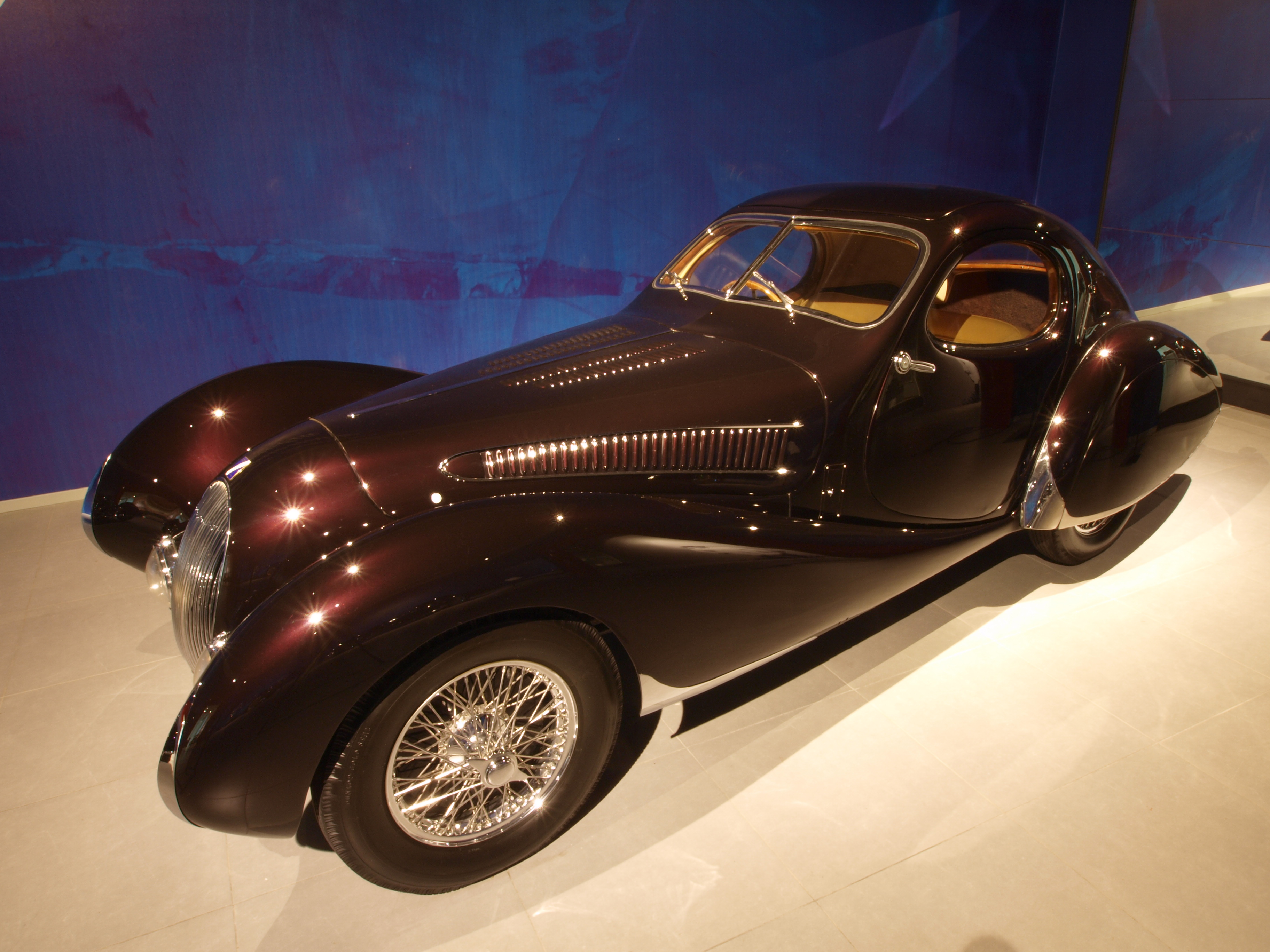
1937 Talbot Lago T150 SS. Carrocería "Teardrop". Cupé diseñado por Figoni et Falaschi

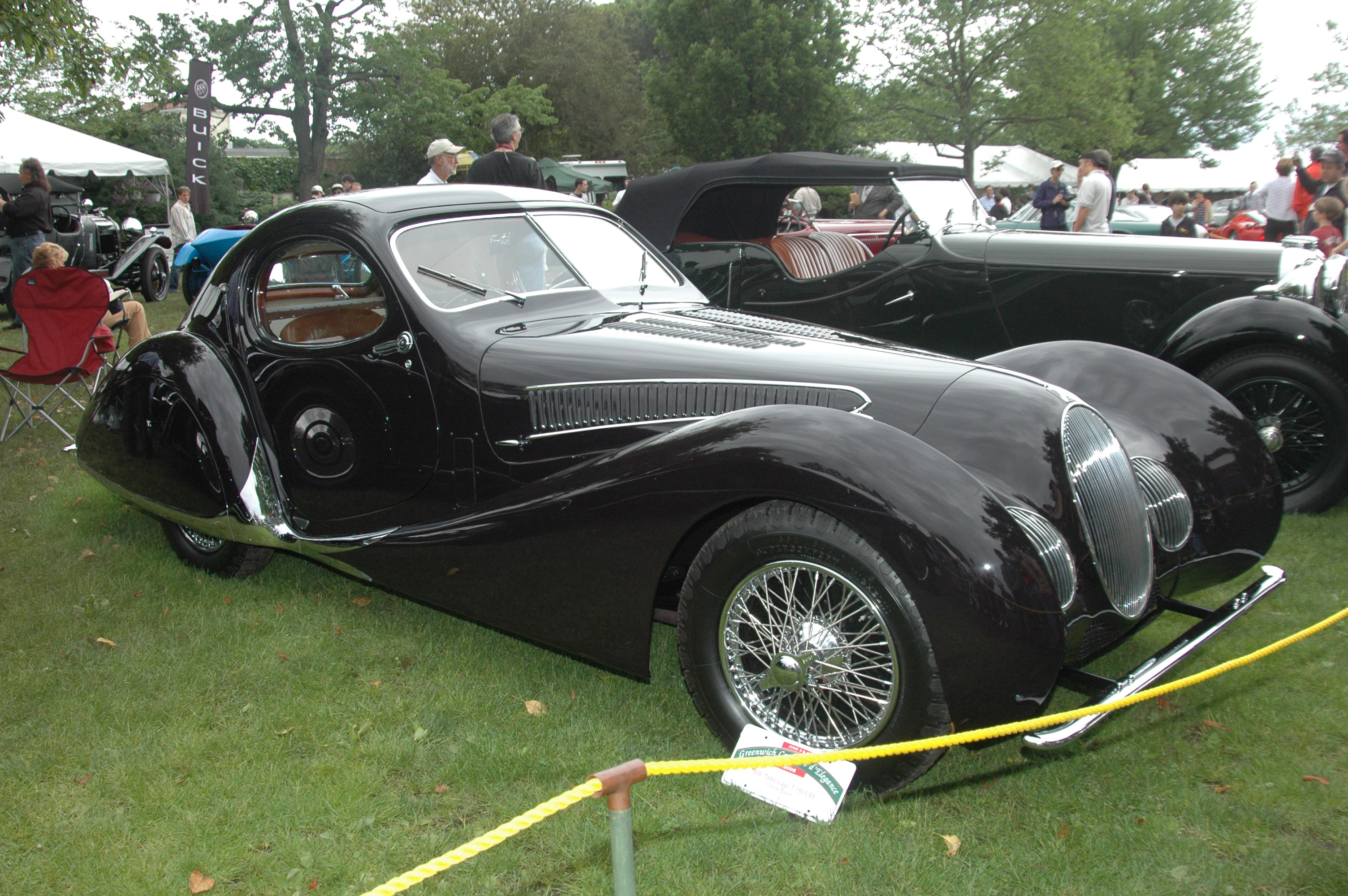
1938 Talbot-Lago T-150 CSS. Carrocería de Figoni et Falaschi

Antonio Franco Lago, conocido como Anthony Lago  o Tony Lago, (Venecia, 28 de marzo de 1893 - París, 1 de diciembre de 1960) fue un ingeniero y empresario de la industria del automóvil italiano. Afincado en Francia, en 1936 compró la compañía Automobiles Talbot S.A. a la empresa anglo-francesa en crisis S.T.D. Motors, fundando la marca Talbot-Lago, con una clara vocación deportiva.

## Biografía

### Primeros años
Lago nació en Venecia en 1893, pero su familia se mudó a Bérgamo, donde su padre era director  (o propietario) del teatro municipal. Creció rodeado de actores, músicos y altos funcionarios del gobierno, relacionándose con importantes dirigentes como el Papa Juan XXIII o Benito Mussolini. Se graduó en ingeniería por el Politécnico de Milán.
En 1915 se incorporó a la Fuerza del Aire Italiana, donde alcanzó el rango de comandante durante la Primera Guerra Mundial.

### Política
Miembro fundador (uno de los primeros 50) del Partido Nacional Fascista italiano, acabó siendo muy crítico con el partido. Tras una violenta disputa con Benito Mussolini, se vio obligado posteriormente a huir a Francia. En esta época política tan virulenta, siempre llevaba consigo una granada de mano. En 1919 tres miembros de la juventud fascista entraron en una trattoria buscándole, pero cuando entraron disparando, Lago lanzó la granada y escapó por la puerta de atrás. Uno de los pistoleros murió en la explosión y Lago huyó a París. Nunca regresó a Italia.

### Ingeniería
Lago trabajó para Pratt & Whitney en el sur de California antes de llegar a Inglaterra en los años 1920, donde cambió su nombre por el de Anthony. Representó al fabricante de coches de lujo Isotta Fraschini, además de ser director técnico de la ingeniería "L.A.P.". Pasó a ser director de la empresa de cajas de cambio automáticas "Self-Changing Gears Ltd", propiedad de Walter Gordon Wilson y de John Davenport Siddeley (fabricante de los cambios Wilson pre-selector gearboxes), y persuadió a los directivos de S.T.D. Motores de sus méritos. Además, adquirió los derechos para exportar las cajas Wilson desde Inglaterra.

## Automóviles Talbot S.A.
En 1933, Lago volvió a Francia para dirigir la fallida filial francesa de S T D Motors, Automobiles Talbot S.A.. Privada de capital, la factoría se había quedado anticuada y sus productos obsoletos. Durante los años 1920, Louis Coatalen había dispendiado los fondos de Sunbeam en competiciones deportivas. No solo esta planta tuvo problemas. Sunbeam había asumido préstamos por encima de sus posibilidades, lo que arrastró al grupo S T D Motors al borde de la quiebra a mediados de 1934. El grupo se vio forzado a vender Clément-Talbot (Talbot London, todavía rentable), Sunbeam  (totalmente devaluada) —ambas compradas por los hermanos Rootes— y Automobiles Talbot S.A., prácticamente invendible por estar totalmente endeudada con banqueros franceses. Una bancarrota total de la compañía francesa parecía inevitable.
Lago era un "negociante sin escrúpulos y con gran encanto". En 1933 había persuadido a los otros directores de S T D Motors de que con él en la dirección de Automobiles Talbot S.A., la fábrica revertiría su situación en tan solo 18 meses. Pagaron su salario mientras transformaba la compañía, y acordaron una participación en los beneficios que se obtuvieran de la venta. Su plan de rescate para Talbot Francia incluía tres medidas: reducción de gastos; construcción de coches deportivos ligeros; y la utilización de las carreras como laboratorio de desarrollo y fuente de publicidad. Insistía en que los coches de carreras tenían que estar estrechamente relacionados con los modelos de producción de Talbot.
Cuando a finales de 1934, Automobiles Talbot S.A. fue forzada a una intervención judicial, Lago utilizó sus derechos de exportación de las cajas de cambios Wilson para suscribir una opción de compra de la marca y de su factoría de Suresnes. Con un coste de 63.000 libras, Lago y sus inversores finalmente adquirieron el negocio a mediados de 1936, mientras que S T D Motors fue definitivamente liquidada.

### Marketing
Walter Becchia, después conocido por haber diseñado el motor de dos cilindros opuestos del Citroën 2CV durante la ocupación alemana de Francia en la Segunda Guerra Mundial, había pasado de Fiat al equipo de competición de Sunbeam (propiedad de  S T D Motors) en 1923. En junio de 1934 produjo el primer Talbot-Lago, el modelo T150. 
Antonio Lago organizó su promoción. En junio, tres coches pintados con la combinación tricolor de rojo, blanco y azul de la bandera francesa, fueron presentados al Concurso de Elegancia disputado en el Bois de Boulogne, pilotados por tres conocidas corredoras ataviadas a juego con los coches. El fin de semana siguiente los mismos coches y sus conductoras fueron presentados a la industria automovilística francesa en el hotel Príncipe de Gales, seguido por otro concurso patrocinado por un diario de París. Las ventas crecieron despacio, debido a la recesión económica francesa y a la falta de carreras. Lago encontró un nuevo nicho de publicidad, organizando el desafío de recorrer 100 millas en una hora en el Autódromo de Linas-Montlhéry.

### Escándalo
Capitalizando el éxito de la compañía en las carreras, Lago anunció planes para construir un coche con motor V-16 de 3 litros para la temporada del Grand Prix de 1938. Presentó el proyecto al Comité de Suscripción Nacional para los Fondos de Carreras (un organismo del gobierno francés que utilizaba dinero público para promocionar el desarrollo de los motores en las carreras) y recibió un subsidio de 600.000 francos, pero el V16 nunca apareció. Se cree que se utilizó el dinero para construir una fábrica para Pratt & Whitney de motores aeronáuticos.

### Empresario
A pesar de ser intervenido judicialmente cuatro veces, Lago mantuvo la empresa en funcionamiento hasta 1958, cuando la vendió a Simca.

## Muerte y reconocimientos
Antonio Lago fue condecorado con la Legión de Honor por el gobierno francés "Por la gloria que trajo a Francia en el curso de su carrera". Murió en París en diciembre de 1960. Está enterrado en el cementerio de Predore, el pueblo donde vivía.